# Melinna elisabethae
Melinna elisabethae är en ringmaskart som beskrevs av McIntosh 1918. Melinna elisabethae ingår i släktet Melinna och familjen Ampharetidae. Inga underarter finns listade i Catalogue of Life.